# Zesdaagse van Milaan
De Zesdaagse van Milaan was een jaarlijkse wielerwedstrijd die teruggaat tot het jaar 1927. Deze eerste zesdaagse werd gewonnen door de Italianen Costante Girardengo en Alfredo Binda. De laatste editie van deze zesdaagse is gehouden in 1999 en door het grote aantal onderbrekingen sinds 1927 is het totale aantal edities slechts tot 28 gekomen.
De eerste twee edities van de zesdaagse van Milaan werden gehouden op de Sempione Velodroom die echter in 1928 werd gesloopt. Het duurde vervolgens tot 1961 aleer de volgende zesdaagse werd gehouden. Vanaf dat jaar werd deze telkens gehouden op de Vigorelli velodroom, genoemd naar de Italiaanse industrieel Giuseppe Vigorelli, maar tegenwoordig omgedoopt in Velodroom Maspes-Vigorelli, en aldus mede genoemd naar de vermaarde Italiaanse supersprinter Antonio Maspes. De Vigorelli baan is gebouwd in 1935 en is een open baan met een houten baanoppervlak uit Zweedse pijnbomen en heeft een lengte van 397,2 m.

## Lijst van winnende koppels

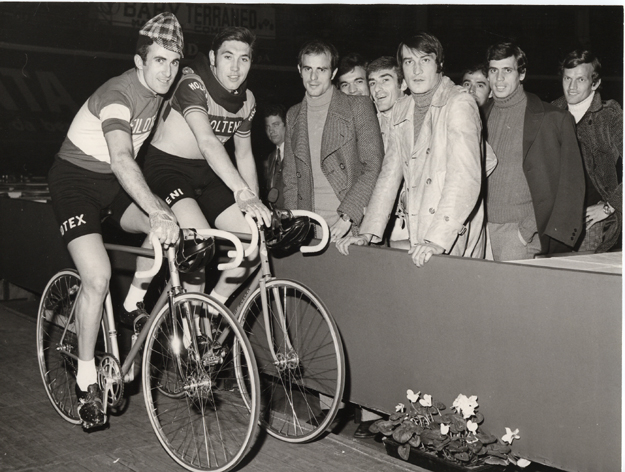
Franco Bitossi en Eddy Merckx tijdens de Zesdaagse van Milaan in 1971

| jaar | koppel                                            |
| ---- | ------------------------------------------------- |
| 2008 | Juan Llaneras (Spa) – Paolo Bettini (Ita)         |
| 1999 | Silvio Martinelli (Ita) – Marco Villa (Ita)       |
| 1998 | Silvio Martinelli (Ita) – Etienne De Wilde (Bel)  |
| 1997 | Silvio Martinelli (Ita) – Marco Villa (Ita)       |
| 1996 | Silvio Martinelli (Ita) – Marco Villa (Ita)       |
| 1984 | René Pijnen (Ned) – Francesco Moser (Ita)         |
| 1983 | René Pijnen (Ned) – Francesco Moser (Ita)         |
| 1982 | René Pijnen (Ned) – Giuseppe Saronni (Ita)        |
| 1981 | Patrick Sercu (Bel) – Francesco Moser (Ita)       |
| 1980 | Patrick Sercu (Bel) – Giuseppe Saronni (Ita)      |
| 1979 | René Pijnen (Ned) – Francesco Moser (Ita)         |
| 1978 | René Pijnen (Ned) – Francesco Moser (Ita)         |
| 1977 | Felice Gimondi (Ita) – Rik Van Linden (Bel)       |
| 1976 | Patrick Sercu (Bel) – Francesco Moser (Ita)       |
| 1973 | Patrick Sercu (Bel) – Julien Stevens (Bel)        |
| 1972 | Felice Gimondi (Ita) – Sigi Renz (Dui)            |
| 1971 | Eddy Merckx (Bel) – Julien Stevens (Bel)          |
| 1970 | Dieter Kemper (Dui) – Norbert Seeuws (Bel)        |
| 1969 | Dieter Kemper (Dui) – Horst Oldenburg (Dui)       |
| 1968 | Peter Post (Ned) – Gianni Motta (Ita)             |
| 1967 | Peter Post (Ned) – Gianni Motta (Ita)             |
| 1966 | Peter Post (Ned) – Gianni Motta (Ita)             |
| 1965 | Rik Van Steenbergen (Bel) – Gianni Motta (Ita)    |
| 1964 | Rik Van Steenbergen (Bel) – Leandro Faggin (Ita)  |
| 1963 | Peter Post (Ned) – Ferdinando Terruzzi (Ita)      |
| 1962 | Rik Van Steenbergen (Bel) – Emile Severeyns (Bel) |
| 1961 | Ferdinando Terruzzi (Ita) – Reginald Arnold (Aus) |
| 1928 | Costante Girardengo (Ita) – Pietro Linari (Ita)   |
| 1927 | Constante Girardengo (Ita) – Alfredo Binda (Ita)  |